# Поваженко Іван Омелянович
Іва́н Омеля́нович Поваженко народився 4 серпня 1901, в с. Боярка (нині — Лисянського району Черкаської області) — пом.1991, Київ) — український ветеринар.

## Освіта
У 1925 році закінчив Київський ветеринарно-зоотехнічний інститут.
У 1930 році — Київський медичний інститут.
У 1939 році здобув науковий ступінь доктора ветеринарних наук, став професором, завідувачем кафедри хірургії Української сільськогосподарської академії (зараз Національний університет біоресурсів і природокористування України).

## Біографія
Під час другої світової війни — підполковник ветеринарної служби, головний хірург ветеринарного відділення фронту, член ради при начальнику ветеринарної служби Збройних Сил СРСР.
В роки війни І. О. Поваженко не припиняв наукової роботи. За цей період опубліковано 10 його наукових робіт.

## Нагороди
31 травня 1943 р. за видатні заслуги йому, першому з українських вчених, присвоєно почесне звання «Заслужений діяч науки УРСР», рішенням Президії Верховної Ради УРСР за номером 001.
І. О. Поваженко нагороджений орденами Леніна, Червоної Зірки, Трудового Червоного Прапора, Вітчизняної війни 1-го та ІІ-го ступенів, багатьма медалями.
З 1937 р. до 1977 р. він очолював кафедру хірургії ветеринарного факультету Української сільськогосподарської академії.
Згодом працював там на посаді професора кафедри, консультанта.
Помер І. О. Поваженко в м. Києві у 1991 р.
З 1993 року кафедра хірургії факультету ветеринарної медицини Національного університету біоресурсів і природокористування України носить його ім'я.
Його ім'я присвоєно загальноосвітній школі на його батьківщині в с. Боярка Лисянського району Черкаської області.